# 四联出版社

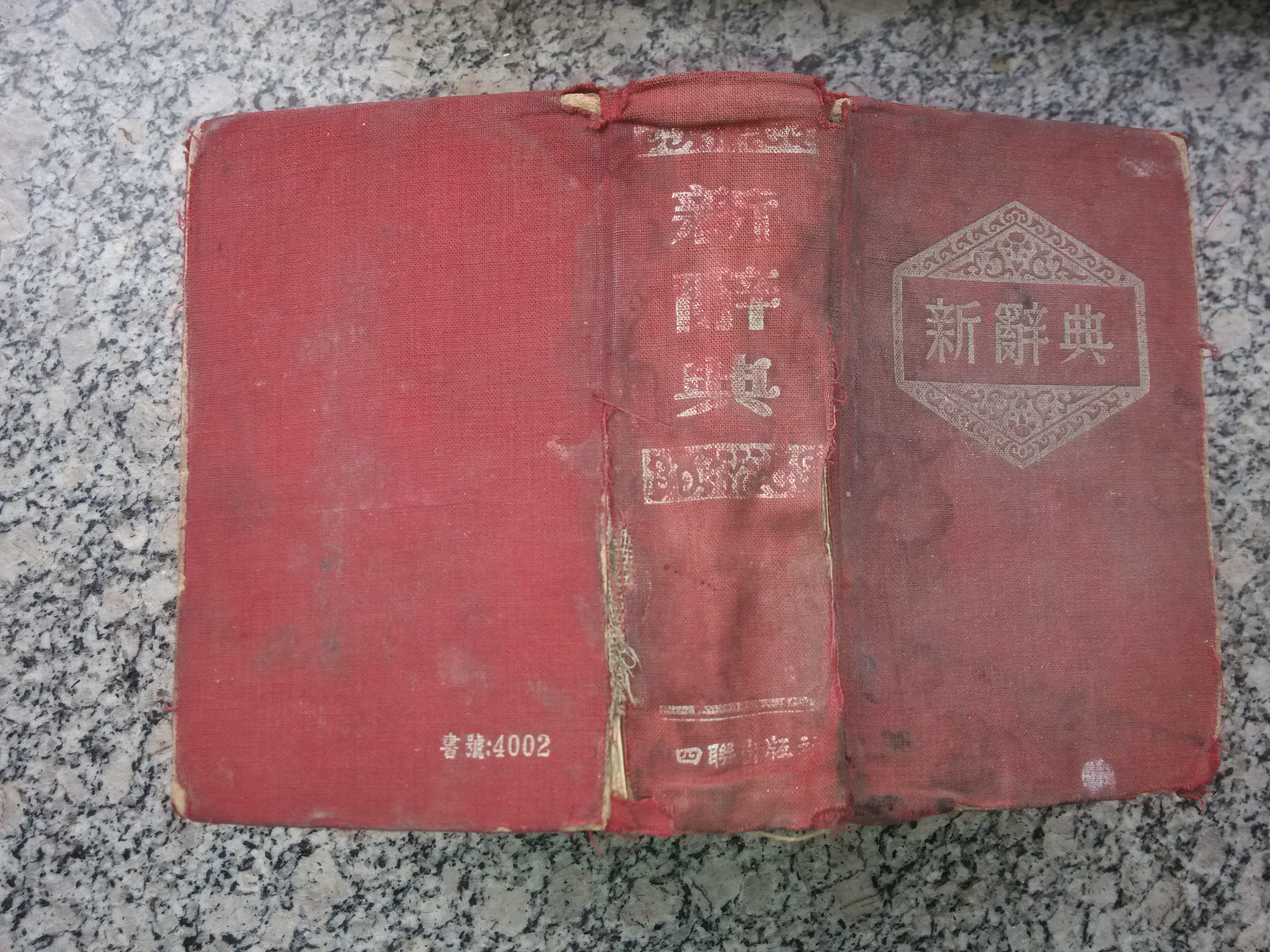
四联出版社出版物之一——《新辞典》

四联出版社，是中华人民共和国上海市曾經存在的一家出版社，1953年10月成立，由广益书局、北新书局、大中国图书局、人世间出版社四家出版通俗读物的单位合并而成，主要出版通俗文艺、史地、语文读物、字典、词典及实用图书等。1955年并入上海文化出版社。